# Лаврик, Иван Иванович
Иван Иванович Лаврик (1922—1993) — полковник Советской Армии, участник Великой Отечественной войны, Герой Советского Союза (1943).

## Биография
Иван Лаврик родился 15 июля 1922 года в селе Черёмушная (ныне — Валковский район Харьковской области Украины). После окончания средней школы учился в Харьковском машиностроительном техникуме. В июле 1941 года Лаврик был призван на службу в Рабоче-крестьянскую Красную Армию. В 1942 году он ускоренным курсом окончил Харьковское артиллерийское училище. С сентября того же года — на фронтах Великой Отечественной войны. Участвовал в Сталинградской и Курской битвах. К сентябрю 1943 года гвардии младший лейтенант Иван Лаврик командовал огневым взводом 158-го гвардейского артиллерийского полка 78-й гвардейской стрелковой дивизии 7-й гвардейской армии Степного фронта. Отличился во время битвы за Днепр.
26 сентября 1943 года взвод Лаврика переправился через Днепр в районе села Домоткань Верхнеднепровского района Днепропетровской области Украинской ССР. Захватив остров Глинск-Бородаевский, взвод открыл огонь по позициям противника на западном берегу, уничтожив 5 пулемётов и несколько десятков солдат и офицеров, что способствовало успешному захвату и удержанию плацдарма пехотой. Переправившись на этот плацдарм, взвод Лаврика вместе со стрелковыми частями оборонял плацдарм. 27 сентября 1943 года Лаврик в бою был ранен, но продолжал сражаться.
Указом Президиума Верховного Совета СССР от 26 октября 1943 года за «мужество и героизм, проявленные при форсировании Днепра и удержании плацдарма на его правом берегу» гвардии младший лейтенант Иван Лаврик был удостоен высокого звания Героя Советского Союза с вручением ордена Ленина и медали «Золотая Звезда» за номером 3528.
После окончания войны Лаврик был уволен в запас. Проживал в Харькове, работал директором школы фабрично-заводского ученичества. В июле 1949 года Лаврик повторно был призван в армию. В 1977 году в звании полковника он был уволен в запас. Вернулся в Харьков, работал в строительном тресте. Умер 4 ноября 1993 года на Салтовке, похоронен на харьковском городском кладбище № 2. В его честь на пр.Тракторостроителей, 160, где жил мужчина, установлена мемориальная доска.
Был также награждён орденом Отечественной войны 1-й степени и двумя орденами Красной Звезды, рядом медалей.